# آدولف ورنر
آدولف ورنر (انگلیسی: Adolf Werner; ۱۹ اکتبر ۱۸۸۶ – ۶ سپتامبر ۱۹۷۵) بازیکن فوتبال اهل آلمان بود.
از باشگاه‌هایی که در آن بازی کرده‌است می‌توان به باشگاه فوتبال هولشتاین کیل اشاره کرد.